# Kim Schrewelius
Kim Michael Schrewelius (døbt Kim Evald Hansen, født 22. april 1963 i Glostrup) er en dansk forfatter.
Schrewelius er opvokset i Brøndby Strand, hvor han flyttede fra som 21-årig. Han skriver digte, julekalendere for børn, samt krimi- og gysernoveller.
Han har udgivet poesi fra det lille forlag Forlaget Gallo. Senest i 2014, men igen i 2015 kommer der materiale fra Forlaget Gallo, skrevet af Schrewelius.
Er i 2014 flyttet sammen med Trine Haarbo i Gladsaxe. De blev gift d. 10. januar 2015 på Gladsaxe Rådhus.
I januar 2015 åbner Kim Schrewelius sin egen hjemmeside, med gysere og krimihistorier.
www.midnatstimen.dk